# China Southern Airlines
China Southern Airlines je čínská letecká společnost se sídlem v Kantonu, Čínská lidová republika. Základny má na letišti v Pekingu a v Kantonu. Byla založena v roce 1988 a provozuje také nákladní společnost China Southern Cargo. V roce 2015 zaměstnávala přes 100 000 zaměstnanců. V roce 2016 to byla šestá největší letecká společnost podle počtu pasažérů, přičemž měla 193 destinací a přes 500 letadel ve flotile. Na modrém logu společnosti je červeně vyobrazen květ asijského tropického stromu Bombax ceiba. Aerolinie byla mezi roky 2011 až 2018 členem aliance SkyTeam.

## Flotila

### Současná
Flotila CSA měla v září 2016 521 letadel, přičemž dalších 82 bylo objednáno. Průměrné stáří činilo 7 let.

### Historická

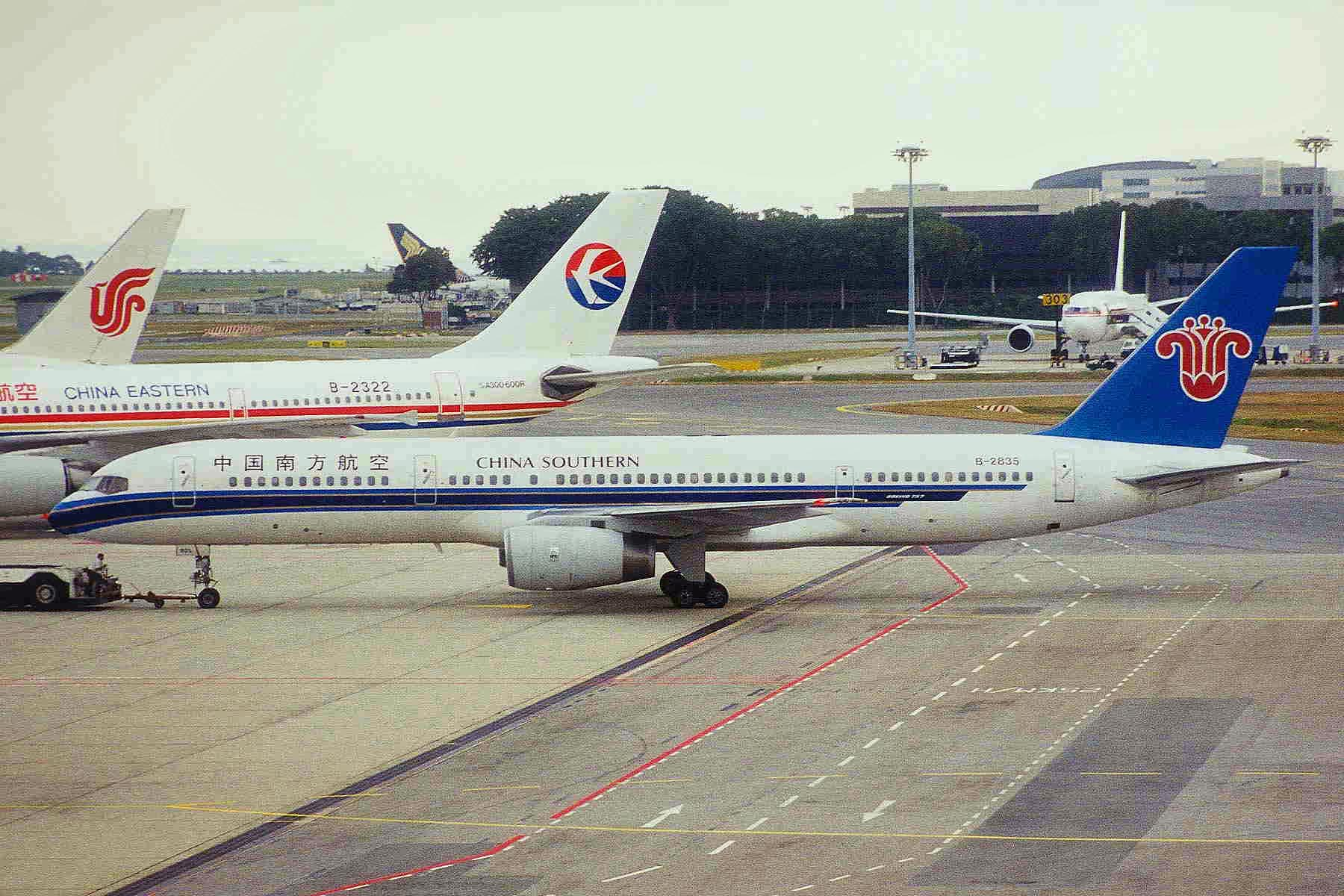
Boeing 757-200 společnosti China Southern v roce 2011

CSA v minulosti operovala s následujícími typy letadel:
- Airbus A300-600
- ATR 72
- Boeing 737-200
- Boeing 737-500
- Boeing 767-300ER
- Boeing 777-200ER
- McDonnell Douglas MD-82
- McDonnell Douglas MD-90
- Saab 340
- Short 360